# إيوانا دوميتريو
إيوانا دوميتريو (بالإنجليزية: Ioana Dumitriu) (المولودة في 6 تموز عام 1976)، عالمة رياضيات رومانية أمريكية، عملت أستاذة للرياضيات في جامعة واشنطن ، وتتضمن محصلة أبحاثها نظرية القوالب العشوائية والتحليل العددي والحساب العلمي ونظرية اللعب.

## حياتها
دوميتريو هي ابنة لأستاذين رومانيين للهندسة الكهربائية من مدينة بوخارست، عرفت في بداية حياتها بأن لديها موهبة في علم الرياضيات، وفازت في عمر الـ 11 سنة بالمسابقة الوطنية للرياضيات، وقد دخلت مخيمات تعليم الرياضيات من أجل التحضير للمشاركة مع الفريق الروماني في الأولمبياد العالمي للرياضيات، على الرغم من أن أقصى ما وصلت له خلال مشاركتها في الأولمبياد كان وصولها إلى نصف نهائي البطولة الدولية.
وعندما أصبح عمرها 19 عامًا كانت مبتدئة في جامعة نيويورك، كانت دوميتريو تتلقى مسبقًا صفوف مراحل التخرج في الرياضيات، وقد تخرجت بأعلى الدرجات من جامعة نيويورك في عام 1999 مع شهادة بكالوريوس في الرياضيات وشهادة ثانوية في علوم الحاسوب ، حازت دوميتريو على شهادة الدكتوراه في عام 2003 من معهد ماساتشوستس للتقنية بإشراف آلان إيدلمان بتقديمها لبحث تضمن فرضية إحصائيات قيمة إيغن للمجموعة بيتا، وبعد الأبحاث التالية للدكتوراه التي قدمتها بكونها حائزة على درجة الزمالة في مركز ميللر في جامعة كاليفورنيا براكلي، انضمت دوميتريو إلى الكلية الجامعية في واشنطن عام 2006.

## الجوائز والامتيازات
ربحت دوميتريو جائزة أليس ت.شافير للامتياز في الرياضيات في عام 1996 قبل أن تتخرج، وجائزة ليزلي فوكس للتحليل العددي في عام 2007 (تعطى إلى باحث تحليل عددي يتفوق في كل من الرياضيات ومهارات التقديم)، وتلقت في عام 2009 جائزة كاريار من المؤسسة الوطنية للعلوم، وفي عام 2012 أصبحت إحدى الزملاء المفتتحين لجمعية الرياضيات الأمريكية.

## أول امرأة حاصلة على درجة الزمالة في بوتنام
في عام 1996 وباعتبارها طالبة في السنة الثانية في جامعة نيويورك، أصبحت دوميتريو الأنثى الأولى التي تحصل على درجة الزمالة في بوتنام، ما يعني أنها حصلت على واحدة من أفضل خمس نتائج في مسابقة ويليام لويل بوتنام للرياضيات.
في الأعوام 1995 و1996 و1997 فازت دوميتريو بجائزة إليزابيث لويل بوتنام والتي تمنح إلى الأنثى التي تحقق أفضل نتيجة في المسابقة، وقد كانت النتيجة التي حققتها رقمًا صعبًا لم يحصل أحد على نتيجة مثله حتى عشرة أعوام تالية حين فازت أليسون أيضًا بنفس الجائزة في ثلاث سنوات متتالية.